# گمینا پونگاتووا
گمینا پونگاتووا (به لهستانی:  Gmina Poniatowa) یک گمینا در لهستان است که در شهرستان اوپوله لوبلسکیه واقع شده‌است. گمینا پونگاتووا ۸۴٫۱۶ کیلومتر مربع مساحت و ۱۴٬۶۳۰ نفر جمعیت دارد.